# Ali' i nui de Hawái
Aliʻi Nui (o Aliʻi ʻNui) era el título que se daba a los reyes supremos o jefes soberanos de las islas hawaianas antes de la unificación del reino en 1810 por Kamehameha I. Literalmente significa “gran jefe” o “jefe supremo” en hawaiano.

## Origen
El título Aliʻi Nui, que en hawaiano significa “gran jefe” o “jefe supremo”, era otorgado a los soberanos más poderosos de las islas hawaianas antes de la unificación del archipiélago bajo el Reino de Hawái. Su origen se remonta a la antigua estructura social y espiritual traída por los primeros navegantes polinesios que colonizaron las islas hacia el año 500–700 d.C.
Estos pueblos, provenientes probablemente de Tahití o las Marquesas, trajeron consigo no solo sus dioses y costumbres, sino también una organización social jerárquica dividida en clases: los aliʻi (nobles o jefes), los kahuna (sacerdotes y sabios), los makaʻāinana (gente común), y los kaua (esclavos o marginados). Dentro de esta jerarquía, el Aliʻi Nui ocupaba la cúspide como el líder supremo de una isla o un conjunto de territorios.
Lo que distinguía al Aliʻi Nui no era solo su poder político y militar, sino su conexión directa con los dioses. Era considerado un ser sagrado, portador de mana, una energía espiritual que legitimaba su autoridad. Su linaje se consideraba divino, y por eso muchas veces se practicaban matrimonios entre miembros de la misma familia noble para preservar la pureza de sangre. Además, su figura estaba protegida por el sistema kapu, una serie de normas sagradas que regulaban todo aspecto de la vida cotidiana y que reforzaban la sacralidad de su persona: su sombra no podía tocar la de una persona común, y cualquier transgresión podía ser castigada con la muerte.
A lo largo de los siglos, cada isla principal del archipiélago tuvo su propio Aliʻi Nui, como Kahekili II en Maui, Kalaniʻōpuʻu en Hawái o Kaumualiʻi en Kauaʻi. Estas figuras gobernaban con autoridad absoluta, pero también se enfrentaban en guerras por el control de otras islas. Estos conflictos culminaron con la aparición de Kamehameha I, un líder del distrito de Kohala en la Isla Grande, quien tras años de batallas y alianzas logró unificar todas las islas en el año 1810, estableciendo el Reino de Hawái. Desde entonces, el título de Aliʻi Nui fue sustituido formalmente por el de mōʻī (rey o monarca), aunque las casas nobles conservaron influencia en la corte real.